# Fort Lauderdale
Fort Lauderdale és una ciutat dels Estats Units d'Amèrica, seu del comtat de Broward a l'estat de Florida de 183.606 habitants segons el cens de l'1 de juliol del 2007, i amb una densitat de 1.967,91 habitants per km². Fort Lauderdale és la 124a ciutat més poblada del país. Es troba a uns 45 quilòmetres per carretera de Miami. L'actual alcalde és Dean Trantalis.

## Història
L'àrea on es fundaria més tard la ciutat de Fort Lauderdale va estar habitada durant més de dos mil anys pels indis Tekesta. El contacte amb els exploradors espanyols al segle XVI va resultar desastrós per als Tequesta, ja que els europeus els van portar sense voler malalties, com la verola, a les quals les poblacions autòctones no tenien resistència. Per als Tequesta, la malaltia, juntament amb el conflicte continuat amb els seus veïns de Calusa, va contribuir molt al seu declivi durant els dos segles següents. El 1763, només quedaven uns quants Tequesta a Florida, i la majoria d'ells van ser evacuats a Cuba quan els espanyols van cedir Florida als britànics el 1763, segons els termes del Tractat de París (1763), que va posar fi a la Guerra dels Set Anys Tot i que el control de l'àrea va canviar entre Espanya, el Regne Unit, els Estats Units i els Estats Confederats d'Amèrica, va romandre en gran part sense desenvolupar fins al segle xx.

## Ciutats agermanades
Fort Lauderdale està agermanada amb 16 ciutats de 14 països diferents, entre les quals figura Mataró (El Maresme).

## Personalitats
- Nadine Sierra, (1988) soprano